# 김연경 (작가)
김연경(1975년~)은 대한민국의 작가이다.